# Petra Teveli
Petra Teveli (* 1. November 1979 in Siófok) ist eine ehemalige ungarische Marathonläuferin.
2005 wurde sie nationale Vizemeisterin und 2006 nationale Meisterin. Bei den Straßenlauf-Weltmeisterschaften 2006 in Udine belegte sie den 51. Platz. 
2007 wurde sie Siebte beim Prag-Halbmarathon, Fünfte beim Vienna City Marathon und Dritte beim Mailand-Marathon. Im Jahr darauf wurde sie Fünfte beim Turin-Marathon und kam bei den Olympischen Spielen in Peking auf Rang 65.
Petra Teveli ist eine Absolventin der University of Toledo.

## Persönliche Bestzeiten
- 5000 m: 16:14,84 min, 19. Juni 2005, Gävle
- 10.000 m: 34:14,15 min, 12. Mai 2007, Pécs
- Halbmarathon: 1:14:51 h, 24. März 2007, Prag
- Marathon: 2:35:21 h, 2. Dezember 2007, Mailand